# Thomas Klemm (Basketballspieler)
Thomas Patrick Klemm (* 24. März 1981) ist ein ehemaliger österreichischer Basketballspieler.

## Laufbahn
Klemm spielte bei Kickz München, ehe er zum SV 03 Tübingen (damals unter dem Namen Wiredminds Tübingen antretend) wechselte. Der 2,01 Meter große Flügelspieler wurde während der Saison 2001/02 in zehn Spielen der Tübinger in der Basketball-Bundesliga eingesetzt. 2002/03 war er mit Tübingen wieder Zweitligist und spielte mit der Mannschaft ebenfalls in der Saison 2003/04 in der 2. Bundesliga.
Im Spieljahr 2004/05 trat Klemm mit dem FC Bayern München in der 2. Bundesliga Süd an, 2005/06 stand er in derselben Liga in Diensten des MTV Stuttgart. 2006 wechselte Klemm zu den Kirchheim Knights. Er spielte mit der Mannschaft in der 2. Bundesliga, nach der Neuordnung der Spielklassen 2007/08 dann in der 2. Bundesliga ProB. 2008 gelang der Aufstieg in die zweitklassige 2. Bundesliga ProA, dort spielte er mit der Kirchheimer Mannschaft in der Saison 2008/09. Klemm ging anschließend nach Tübingen zurück, war 2009/10 Leistungsträger des SV 03 Tübingen in der 1. Regionalliga.
Später spielte Klemm in Singapur: 2014/15 für die Mannschaft Fastbreak PIAS und in der Saison 2015/16 für die Singapur Supras.